# أيات
أيات (بالروسية: Аять) هي مدينة في مقاطعة سفيردلوفسك أوبلاست في روسيا.
يبلغ عدد سكانها حوالي 854 نسمة.